# Музикална диктовка
Музикална диктовка е сложна аналитико-синтетична дейност, свързана с развитието на музикалния слух на човек, имаща за цел усъвършенстване на музикалната памет. Музикалната диктовката е и форма за проверка на знанията, която се използва при музикалното обучение при дисциплината солфеж, и изисква специална предварителна подготовка. Тази дейност е невъзможна, ако не е налице музикален слух.

## Методи за записване на музикална диктовка
Диктовката винаги се прави в строго издържано темпо, при неразбрана музикална мисъл се оставя празно място.
Бавно се свирят много прости фрази от 3 – 4 – 5 тона, след което следва ритмично записване с целите нотни знаци (глава, отвесна и тактова черта) придружено с отмерване. Същото, но в два пъти по-бързо темпо. Упражнения за писане на алтерации: при него се слуша, след което се пее с изговаряне на алтерацията, като едновременно се отмерва и пише (напр. до-си до-о, ре-до диез-ре-е, ми-ре диез-ми-и и т.н.). Упражнения за писане на шестнадесетини ноти. Добре е на края на такта или фразата да има почивка – по-дълга нотна стойност. Наизустяване със записване: ученикът гледа в нотния текст, запомня два такта и ги записва; сверява, за проверка и продължава по същия начин. Постепенно фразите става по-дълги (6 – 8 такта). Заучаване на два такта и измисляне на няколко варианта за завършването им (задачата е трудна – трябва да могат да се измислят и да се запишат). На записващия музикална диктовка се задава мелодия, която научава наизуст.

## Форми за записване на музикална диктовка
- По 2 такта
- Диктуване по фрази (желателно е не винаги да се от четен брой тактове)
- Диктуване на цяла мелодия (руска методика)
- Неколкократно просвирване отначало докрай и записване по време на свирене (френска методика)

## Основни изисквания при двугласна диктовка
Двугласът бива два вида:
- хармоничен: единият глас е мелодично самостоятелен (обикновено горния), другият му е подчинен, но го подсилва, „удебелява“, украсява (най-често в терци или сексти, рядко в други интервали; пример за това са училищни песни, популярни песни за мъжки и женски глас). При диктовка се наблюдава, анализира и записва мелодията и хармоничните интервали под нея.
- полифоничен: логично свързване на два самостоятелни гласа.

Движението им може да бъде:
- право (двата гласа се преместват в една посока); негова разновидност е паралелното движение – в една посока и в един и същ интервал
- срещуположно – двата гласа се преместват в срещуположни посоки
- странично – единият глас се задържа, а се движи само другия

За разбиране и осмисляне на тези движения в началния етап могат да се използват аналогии и асоциации с движения от живота („двама души вървят един до друг“ (паралелно), „изчаквам някого" (странично), „разделяме се след училище“, „танцьори на леда“ (срещуположно) и др. под.
В зависимост от нотните стойности в двата гласа, разположени върху едно метрично време полифоничният двуглас има следните видове:
- Нота срещу нота
- Две ноти срещу една
- Три и повече ноти срещу една
- Синкопиран
- Цветист – комбинация от предишните видове

Двугласната диктовка се въвежда малко по-късно в работата по солфеж, но не се изчаква напредък в едногласната. От I – II клас при малките или няколко месеца след започване на заниманията при големите е нормално начало. След необходима слухова подготовка се записват кратък и лесен хармоничен двуглас, в началото само на виолинов ключ. Тъй като мелодията най-често е в горния глас, който най-лесно се чува и в двугласа е по-опростена, отколкото в едногласа, слуховото внимание се насочва към следене и запомняне на хармоничните интервали.
Следва преходен период на записване – на виолинов ключ, но на две петолиния, и едва тогава се достига основната форма на двугласна диктовка – полифоничен двуглас на виолинов и басов ключ.
Широко разпространена методическа грешка е да се съветват учениците да слушат и записват първо горния, а след това долния глас (рядко обратното). Нима когато слушаме двугласна музика първо ни представя единият, а след това другият глас? Или се наслаждаваме на съчетанието на двата в единство? Полифоничното възприятие не бива да се заменя с мелодично, при което единият от двата гласа направо се елиминира.
Диктовката е запис на това, което се чува в даден момент: в двугласа на някои места звучат хармонични интервали, на други се чуват мелодични, а на трети – отново мелодични, но образувани между двата гласа. Понякога не се замисляме колко сложно за неопитните млади хора е да се запише двуглас. На пианото се изсвирва с две ръце и десет пръста, а ученикът записва с една ръка и един „пръст“ (молива). Писането на двуглас на два реда с две ръце (два молива) едновременно е много полезно, то напомня свирене на пиано и помага на ученика да се увери, че всяка от мелодичните линии е спокойна и плавна, а не насечена, както му се струва когато „скача“ от едното петолиние на другото при записване. Сложната двугласна фактура не може да се записва наведнъж, но слушането трябва да е хармонично; същото се отнася и за тригласа.
Основни изисквания при записване на триглас:
При тригласа положението става става още по-сложно: коренно различна е слуховата нагласа, вниманието се разпределя хоризонтално и вертикално по звуковата тъкан; от една страна мелодичните линии се опростяват, но от друга се възприемат три пласта едновременно. За да има резултат в тригласната диктовка много по-рано се изработват умения за бързо разпознаване големината (мажорен, минорен, умален, увеличен, мажоро-малък, миноро-малък и т.н.), хармоничното положение (квинтакорд, секстакорд, квартсекстакорд, септакорд и т.н.), разположението (тясно, широко, смесено) и функцията (T, D, S, K6/4 и т.н.) на акордите. В учебни условия тригласът, който се използва за развитие на хармоничния слух бива хармоничен – всички гласове имат еднакъв ритъм, водещ е сопранът – и полифоничен – едновременно звучене на три самостоятелни гласа. При възприятие на втория вид се чуват акорди, хармонични и мелодични интервали. Анализът и записването стават на основата на това, което звучи или е звучало в действителност, а не чрез проследяване и записване първо на горния, а след това на някой друг глас. Този навик може да се изгради ако учителят е взискателен, непреклонен и достатъчно дълго показва на дъската как трябва да се разсъждава и записва.
Не се изключва възможността да се свири тригласен пример, а задачата да бъде запис само на един от гласовете – не са малко учащите, които не могат да си съберат вниманието върху една от линиите, тъй като останалите гласове им „пречат“.
Посочените дотук дейности трябва да присъстват във всеки час, с умело съчетаване на груповите с индивидуални задачи, за да има успех. Важна методическа препоръка е: започне ли учащият да записва повече не се свири и коментира.
Добре е в едногласа да се включват понякога хармонични интервали или акорди, в двугласа да се яви акорд или в тригласа – четиригласен акорд. Това отдалечава от шаблонно мислене и възпитание на слуха (щом е едногласна диктовка, да се чува само едноглас; щом е двугласна – само двуглас и т.н.) и държи будно и активно вниманието. Освен това се внася разнообразие в заниманията по солфеж, тъй като не е възможно винаги в урока да има от всички видове диктовка.